# 小玉ゆうい
小玉 ゆうい（こだま ゆうい、本名：小玉 裕依（読み同じ）、1991年10月1日 - ）は、日本の女性モデル、タレント、歌手である。北海道 室蘭市出身。

## 略歴
- 2011年8月、第3回「ココルル専属モデルオーディション」でグランプリを受賞し、ココルルの広告モデルを務める[4]。
- 2012年3月31日、新潟市産業振興センターで行われた「日本カワイイ博2012」のモデルオーディションでグランプリを受賞[5]。これをきっかけにプラチナムプロダクションに所属し、タレント・モデル活動を本格化する。
- 2014年4月より1年間、TOKYO MXの『バラいろダンディ』にレギュラー出演。
- 2015年4月28日、同月末でプラチナムプロダクションを退所することを自身のブログで発表[6]。
- 2015年10月1日、miuzic Recordsより近藤薫プロデュースによるシングル『前髪の決意』をリリース。歌手としての活動を開始する。

## 人物
- 趣味はカラオケ、筋トレ、ジョギング。特技は歌とダンス。漫画は読まず官能小説を好んでいる。
- 上京以前はすすきのでキャバクラ（ニュークラ）勤務しており、「多い月で月収100万円を稼いだ」「外見と違って中身は清潔ではない」「No.1になってからは古株の先輩からドレスを引き裂かれたこともある」と話している[7]。
- ファーストキスは中学校2年生で夏祭りの模擬店の屋台裏でのディープキス。
- 姉が1人いる[8]。

## 作品

### CD
- 前髪の決意（miuzic Records／2015年10月1日発売）

| #  | タイトル       | 作詞・作曲 | 編曲       |
| -- | -------------- | ---------- | ---------- |
| 1. | 「前髪の決意」 | 近藤薫     | 沢頭たかし |
| 2. | 「Our Life」   | 近藤薫     | HASSE      |

| #  | タイトル       | 作詞・作曲 | 編曲       |
| -- | -------------- | ---------- | ---------- |
| 1. | 「前髪の決意」 | 近藤薫     | 沢頭たかし |
| 2. | 「お母さん」   | 近藤薫     | HASSE      |

## 出演

### テレビドラマ
- 金曜ロードSHOW!「チープ・フライト」（日本テレビ・2013年3月1日放送） - 候補生 役

### その他のテレビ番組
- サンデージャポン（TBS・2012年8月26日放送にゲスト出演）
- ゴッドタン「第2回二代目あいなオーディション」（テレビ東京・2012年10月13日放送）[注 1]
- ノンストップ!「はじめてエージェント」（フジテレビ・2012年10月よりリポーターとして不定期出演）[注 2]
- 有吉ジャポン「怪しいウワサ話SP」（TBS・2013年1月11日放送）[注 3]
- ジョブチューン（TBS・2013年2月23日放送にゲスト出演）
- ハシゴマン 最終回（東京メトロポリタンテレビジョン・2013年3月28日放送にゲスト出演）
- 解禁!暴露ナイト（テレビ東京・2013年4月18日放送にゲスト出演）
- 竹山のやりたい100のこと シーズン2 〜ザキヤマ＆河本のイジリ天国〜（フジテレビONE、第3回 - ） - レギュラー
- マルコポロリ（関西テレビ・2013年5月12日放送にゲスト出演）
- ドラGO!（テレビ東京・2013年6月30日放送にゲスト出演）
- ダウンタウンDX（読売テレビ・2013年7月18日にゲスト出演）
- めざましテレビ「ココ調新リポーター公開選挙」（フジテレビ・2013年10月5日放送）
- 行列のできる法律相談所（日本テレビ・2013年10月13日放送にゲスト出演）
- ニッポン・ダンディ（TOKYO MX、2013年10月2日 - 2014年3月31日） - 水曜バーディ
- バラいろダンディ（TOKYO MX、2014年4月1日 -2015年3月24日） - 火曜バーディ
- ノブナガ（CBC・2013年12月7日放送にゲスト出演）
- 一生忘れられない 初めての女子2人旅（テレビ東京・2015年1月12日） - 新井恵理那と共演[9]

### ラジオ
- オレたちゴチャ・まぜっ!〜集まれヤンヤン〜（2013年4月20日 - 2014年4月12日、MBSラジオ）

### CM
- トリンプ「AMO'S STYLE」（2012年8月 - ）トリンドル玲奈と共演[注 4]
- リビングギャラリー（新潟県のみ。2012年9月 - ）[注 5]
- au「スマートパス　やってくる篇」（2013年10月 - ）剛力彩芽と共演